# Будзінський Богдан Сергійович
Будзінський Богдан Сергійович (нар. 3 вересня 1994, Тернопіль, Тернопільська область, Україна) — український військовий, майстер-сержант Збройних Сил України, головний сержант 33-го окремого штурмового полку.

## Життєпис
Дата і місце народження: Будзінський Богдан народився 3 вересня 1994 року у місті Тернопіль, Тернопільська область, Україна.

### Освіта
У 2000–2009 роках навчався у Тернопільській середній школі №9, де здобув повну загальну середню освіту. Виявляв інтерес до історії України, надихаючись подвигами Богдана Хмельницького.
У шкільні роки займався боксом, що сформувало в ньому дух боротьби та наполегливості.
З вересня 2009 року по січень 2013 року навчався у Тернопільському комерційному коледжі, де здобув спеціальність технолога харчової промисловості.

## Військова служба
У квітні 2013 року був призваний на строкову військову службу до військової частини А3435. З перших днів показав себе як дисциплінований та вмотивований військовослужбовець.
Після завершення строкової служби вирішив продовжити військову кар’єру, усвідомлюючи важливість захисту Батьківщини.
З січня по вересень 2019 року виконував бойові завдання в зоні АТО, а саме в Донецькій області.
Під час повномасштабного вторгнення, у 2024 році, був переведений до 33-го окремого штурмового батальйону (33 ОШБ). У складі батальйону взяв участь у численних навчаннях і бойових операціях.
У вересні 2024 року проходив навчання в НУОУ.
Обіймає посаду головного сержанта зі званням майстер-сержанта. Його роль включає організацію служби підлеглих, підтримку дисципліни та бойової готовності підрозділу.
Володіє тактикою дій у різних видах бою, основними видами озброєння та військової техніки. Постійно вдосконалює свої знання та передає їх бійцям.
Обладає видатними аналітичними навичками.
Саме завдяки його ініціативі 33 ОШБ (зараз 33 окремий штурмовий полк) розпочав свою інформаційну діяльність у мережі інтернет, що в подальшому позитивно вплинуло на збори та рекрутинг, а також імідж 33 ОШП і службу в ЗСУ загалом.
Учасник російсько-української війни.
Вивчає кращі військові практики, інтегрує їх з українським досвідом та втілює у своєму підрозділі.

## Досягнення
Будзінський Богдан здобув репутацію професійного військовослужбовця, відданого своїй справі.
Під час служби в 33 ОШП неодноразово проявляв ініціативу та лідерські якості, завдяки яким підрозділ досяг високих результатів у виконанні бойових завдань.
Своїм прикладом надихає молодших військовослужбовців та мотивує їх до професійного зростання.

## Нагороди
За сумлінну службу протягом 10 років отримав медаль «10 років сумлінної служби» від Міністерства оборони України.
У 2025 році майстер-сержанта  нагороджено відзнакою Міністерства оборони України — медаллю «Лицарський хрест» та відзнакою Президента України «За оборону України». 

## Особисте життя та громадська діяльність
Богдан Будзінський активно підтримує волонтерські ініціативи, спрямовані на допомогу Збройним Силам України. Він вірить, що об’єднання військових і цивільних громадян — ключ до перемоги України.
Інформація про особисте життя Будзінського Богдана наразі не розголошується, що відповідає його принципам приватності.

## Цінності та переконання
Богдан Будзінський вважає, що основою успішного війська є дисципліна, взаємоповага та командна робота.
У своїй службі він завжди прагне до професійного вдосконалення, впровадження новітніх методик і технологій у військову справу.
Підтримує розвиток професійного сержантського корпусу, тому що вважає, що СЕРЖАНТ – це хребет Збройних Сил України.

## Визнання та перспективи
Завдяки своїй багаторічній службі Будзінський Богдан став одним із ключових фігур у 33-му ОШП. Його професіоналізм і відданість справі неодноразово відзначали командири та побратими.
У майбутньому він планує продовжувати службу та сприяти розвитку Збройних Сил України, роблячи свій внесок у зміцнення обороноздатності держави.
Примітка: Його служба в 33-му ОШП є важливим внеском у зміцнення обороноздатності Збройних Сил України. Будзінський Богдан став символом патріотизму, професіоналізму та самовідданості.